# Joseph Despine
Pour les articles homonymes, voir Despine.
Joseph Despine (dit Joseph Despine le cadet, puis Joseph Despine père), né le 28 novembre 1737 au Châtelard et mort le 26 avril 1830 à Annecy, est un médecin du XVIIIe siècle d'origine savoyarde, issu de la famille Despine (d'Espine).

## Biographie

### Origines

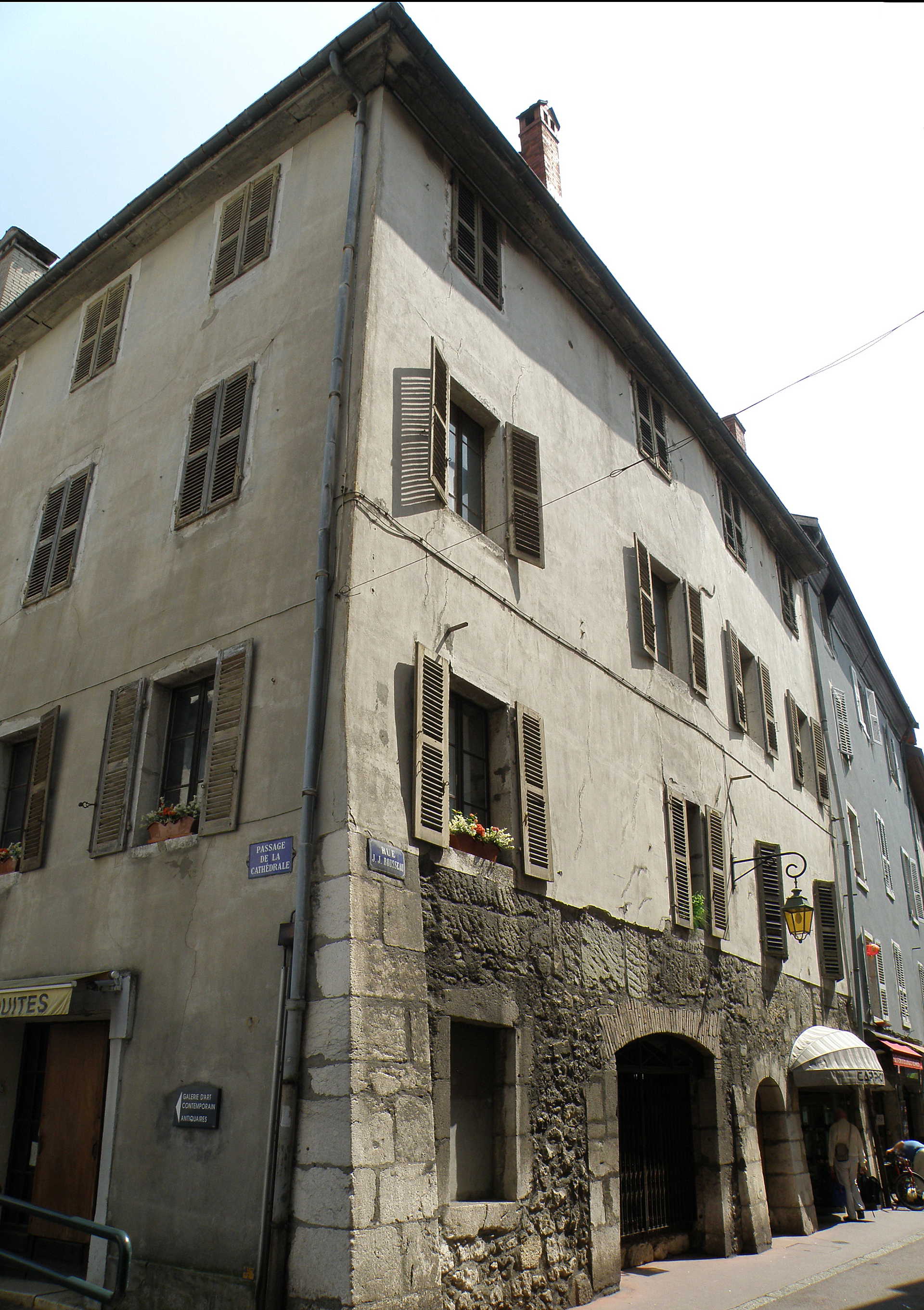
Maison à l'angle du passage de la cathédrale et de la rue de l'Évêché, à Annecy, habitée par Joseph Despine et sa famille.

Joseph Despine naît le 28 novembre 1737, au Châtelard, capitale historique des Bauges,, dans le duché de Savoie. Il est le fils de Claude-François d'Espine († 1751), notaire à La Motte, bourgeois de Chambéry et de Jeanne Charrost de La Chavanne († 1776), fille de Spectable Humbert Charrost,,, issu d'une famille de robe anoblie par leurs charges en 1727. La fratrie est nombreuse avec deux filles et huit autres fils, dont Jean-Baptiste,,.

### Carrière
Il effectue des études de médecine à l'université de Turin et devient docteur en médecine en 1760.
Par l'intermédiaire de son frère, Jean-Baptiste, il rencontre le roi Victor-Amédée III en 1769 et devient son médecin personnel,. Le roi l'envoie « étudier l'inoculation et la vaccine à Paris, Rouen, Édimbourg, Leyde et Aix-la-Chapelle ». Ses travaux permettent la diffusion de l'inoculation variolique dans le royaume, en 1769,.
Reçu à l'Académie des sciences de Turin en 1783, il devient le médecin de la famille royale qu'il fait vacciner,.
En 1787, il est nommé à la « charge nouvellement crée de médecin-directeur des Eaux d'Aix », en Savoie,.

### Installation à Annecy
Joseph Despine s'installe à Annecy,, probablement vers 1770. Il épouse le 26 juillet 1773 Anne-Constance Burdin (vers 1752-1822), originaire d'Annecy. Jean Nicolas, dans une publication consacrée à l'installation de la famille à Annecy (1972), qui donne l'année 1777 pour l'année de mariage, précise que Constance Burdin est la « fille et héritière de Spectable Fr.-Marie Burdin, avocat au Sénat ». Ce mariage lui aurait apporté une « solide fortune » et lui a permis d'intégrer la haute-société annécienne.
Le couple a neuf filles et six fils. La famille loge à l'angle du passage de la cathédrale et de la rue de l'Évêché (rue Jean-Jacques Rousseau actuelle),. Joseph Despine installe à son domicile des instruments de mesure lui permettant d'effectuer des travaux de météorologie,.
Il est Frère associé de la loge maçonnique de la Triple Équerre d'Annecy, en 1790. Il obtient l'année suivante les « lettres de bourgeoisie à titre gratuit, eu égard à son mérite et en témoignage de considération » de la ville d'Annecy.
Joseph Despine meurt le 26 avril 1830, à Annecy.

## Famille
Joseph Despine épouse en 1773 Anne-Constance Burdin, ils ont neuf filles et six fils : Jeanne-Marie (1774-1846), Françoise-Josephle, Lucie, Jacqueline-Lucie, Josephte-Marie, Sophie, Ambroisitte, Jeanne-Marie-Françoise et Philiberte-Claudine. L'abbé Morand indique « presque toutes ces filles moururent jeunes ou en bas âge. »
Parmi ses fils :
- Joseph-Marie (1730-1780) ;
- Charles-Humbert-Antoine (1777-1852), docteur en médecine, médecin-directeur des thermes d'Aix-les-Bains, succédant à son père, baron par adoption de son oncle Jean-Baptiste II Despine (lettres patentes de 1841)[11] ;
- Louis-Félix (1782-1858), rameau de Marseille, négociant ;
- Jean-Baptiste-Humbert (1789-1818), parti en Guadeloupe ;
- Joseph-Louis-Félix dit François (1791-1836), rameau en Guadeloupe ;
- Joseph-Charles-Marie (1792-1856), rameau de Chavanod, ingénieur et député.

### Fonds d'archives
- Série : Archives de la famille de Garbillon-Despine (XVIIIe siècle-1904). Fonds : Papiers personnels de Joseph Despine et des membres de sa famille (1792-1859); Cote : 11 J 103-623. Annecy : Archives départementales de la Haute-Savoie (présentation en ligne).
- Robert Gabion, Répertoire numérique détaillé du fonds Garbillon-Despine, vol. Sous-série 11 J, Annecy, Archives départementales de la Haute-Savoie, 1981, 438 p. .